# Битка на Алији
Битка на Алији је била битка у којој су Гали, предвођени заповедником Бреном тешко поразили Римљане 390. п. н. е. (по оспореној Вароновој хронологији, али вероватнија година је 387. п. н. е.), а затим заузели и спалили напуштен град Рим, осим брда Капитола, јер су гуске богиње Јуноне на време упозориле својим гакањем Римљане.
Након седмомесечне опсаде, Капитол је одбрањен с одабраним људством на челу с римским заповедником Манлијем, због чега је и он прозван Капитолиније, а Гали су се повукли уз откуп.
Римљани опседнути на Капитолу изабрали су за диктатора војсковођу Марка Фурија Камила, који се налазио у изгнанству у граду Ардеји, и позвали су га у помоћ. Он је у Веји окупио остатке војске поражене на Алији и појавио се у тренутку исплате данка Келтима. По овој традицији, која је очигледно требало да ублажи слику о догађајима из 390—387. п. н. е., Камил је одузео Галима злато и затим их истерао из Рима. У сваком случају, иако археолошка истраживања не показују да је Рим стварно разаран почетком 4. века, келтска најезда је уздрмала римску доминацију у Лацију и средњој Италији (Самнитски ратови). Пораз римске војске на реци Алији десио се у доба ране Римске републике и почетка њеног ширења, али га није зауставио, већ само закратко успорио.
Као дан сећања на овај пораз римске војске, у Риму је 18. јул проглашен даном жалости.
Због лакоће којом су Гали ушли у град, претпоставља се да је Рим био приморан од стране својих етрурских краљева да уклони неку ранију значајнију одбрану. Последица опсаде Рима била је изградња много јачег Сервијевог зида.